# Учредительный договор
Учредительный договор — договор, заключаемый между учредителями юридического лица при его создании.
В учредительном договоре учредители обязуются создать юридическое лицо, определяют порядок совместной деятельности по его созданию, условия передачи ему своего имущества и участия в его деятельности. Договором определяются также условия и порядок распределения между участниками прибыли и убытков, управления деятельностью юридического лица, выхода учредителей (участников) из его состава.
В силу толкования ст. 52 ГК РФ, учредительные договоры по своему статусу относятся к учредительным документам, что косвенно подтверждается ст. 70 и 83 ГК РФ, а также прямо указано в ст. 89 и 122 ГК РФ.
Договор об учреждении общества с ограниченной ответственностью не является учредительным документом общества.
В соответствии с п. 2 ст. 52 ГК РФ учредительные договоры должны соответствовать следующим требованиям:
«В учредительных документах юридического лица должны определяться наименование юридического лица, место его нахождения, порядок управления деятельностью юридического лица, а также содержаться другие сведения, предусмотренные законом для юридических лиц соответствующего вида. В учредительных документах некоммерческих организаций и унитарных предприятий, а в предусмотренных законом случаях и других коммерческих организаций должны быть определены предмет и цели деятельности юридического лица. Предмет и определенные цели деятельности коммерческой организации могут быть предусмотрены учредительными документами и в случаях, когда по закону это не является обязательным.»

## Примечание
Не следует путать учредительный договор с:
- договором о создании, который заключают акционеры в акционерных обществах;
- договором об учреждении, который, начиная с 1 июля 2009 года заменил собой учредительный договор в ООО.